# Гарристаун

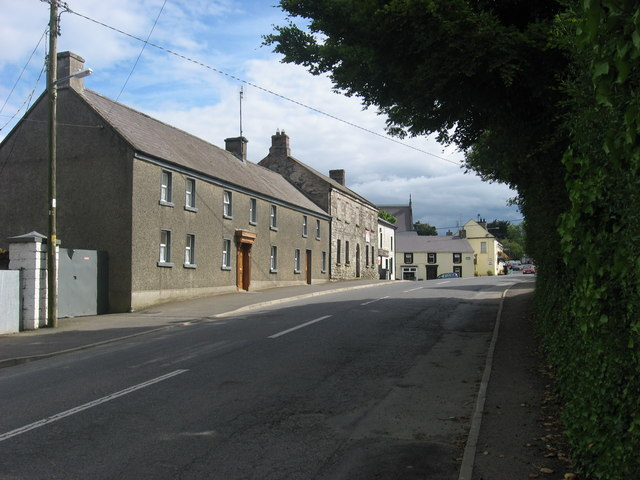

Гарристаун (англ. Garristown; ирл. Baile Gháire) — деревня в Ирландии, находится в графстве Фингал (провинция Ленстер).
Пригород расположен у северо-западной границы бывшего графства Дублин на холмистой местности с видом на другой пригород Дублина Нол. Центральная часть Гарристауна находится на высоте 120 метров над уровнем моря.

## Местоположение
Территория Гарристауна находится в 25 километрах к северо-западу от Дублина, в 18 километрах от посёлка Сордс и приблизительно в семи километрах к северо-востоку от посёлка Ашборн. Рядом с Гарристауном находились ныне несуществующие населённые пункты Болдуинстаун и Боллимедан.

## Демография
Население — 257 человек (по переписи 2006 года). В 2002 году население составляло 289 человек.
Данные переписи 2006 года:
| Общие демографические показатели |               |                               |                               |      |      |
| Всё население                    | Всё население | Изменения населения 2002—2006 | Изменения населения 2002—2006 | 2006 | 2006 |
| 2002                             | 2006          | чел.                          | %                             | муж. | жен. |
| 289                              | 257           | −32                           | −11,1                         | 133  | 124  |